# 大江神社 (大阪市)
大江神社（おおえじんじゃ）は、大阪市天王寺区夕陽丘町（夕陽丘地区。かつての天王寺北村、東成郡天王寺村の一部）にある神社。旧社格は郷社。

## 歴史
大江神社は四天王寺の鎮守社である四天王寺七宮のひとつとして聖徳太子によって創建された。当初の祭神は天王寺北村の産土神である豊受大神である。後に神仏習合して毘沙門堂が建立されて毘沙門天を祀るようになると、四天王寺の乾の方角にあることから「乾の社」と呼ばれるようになった。そして境内には如意山神宮寺が建立され、神社の祭祀も四天王寺の僧徒が行うようになっていった。
しかし、幕末になり神仏分離の動きが出てくると、慶応3年（1867年）に大江岸にちなんで名称を大江神社と改めた。明治に入るとついに神宮寺を廃寺とし、毘沙門堂も廃した。この際に祀っていた毘沙門天は滋賀県大津市坂本の比叡山戒藏院に遷している。また、郷社に列せられている。
1907年（明治40年）、小儀神社、上之宮神社（上野王子）を合祀する。
太平洋戦争中の1945年（昭和20年）3月13日・14日に行われた第1回大阪大空襲によって絵馬堂と神器庫以外のすべての建物が焼失するが、1963年（昭和38年）に本殿が再建された。

## 祭神
- 豊受大神（とようけのおおかみ）
- 素盞嗚尊（すさのおのみこと） – 本来は牛頭天王。1907年（明治40年）に合祀された小儀神社（牛頭天王社、小儀宮。勝山1丁目）、土塔神社（牛頭天王祠、土塔宮。大道1丁目）の祭神。土塔宮では本地仏として薬師如来・地蔵菩薩・聖徳太子の像が安置されていた。
- 欽明天皇（きんめいてんのう） – 1907年（明治40年）に合祀された上之宮神社（上野王子。上之宮町）の祭神
- 大己貴命（おおなむちのみこと） – 合祀された上之宮神社の祭神
- 少彦名命（すくなひこなのみこと） – 合祀された上之宮神社の祭神

## 境内
- 本殿 - 1963年（昭和38年）再建。
- 拝殿 - 1963年（昭和38年）再建。
- 社務所
- 日吉稲荷神社
- 毘沙門堂跡と狛虎
- 絵馬堂
- 神器庫
- 大江護国神社 - 祭神：蛤御門の変で戦死した48名の長州藩士。1870年（明治3年）に山口藩（長州藩）によって建立された。1890年（明治23年）には山口藩殉難諸士招魂碑が建てられている。
- 境外社
  - 羽呉神社

### 狛虎
当神社には狛虎というものがある。狛虎の由来は不詳であるが、300年以上前の作と考えられている。その昔、狛虎の奥に如意山神宮寺の毘沙門堂があった。虎は毘沙門天を護るとされている所縁のある動物である。狛虎は元々は阿吽で1対をなしていたが、吽形の方が明治初期に滋賀県の某寺に持ち出されてしまったと言われている。
一方、残った阿形であるが大阪大空襲の際に焼夷弾を受けて損傷をしたものの、戦後もそのまままにされていた。そこに、阪神タイガースのファンから「狛虎を一対にしたら阪神タイガースは優勝するのでは」との話になり、吽形は2003年（平成15年）に新たに作られて奉納され、阿吽の狛虎が久しぶりにそろった。その同年、阪神タイガースは18年ぶりにセ・リーグ優勝してしまう。これにより狛虎はマスコミに大きく取り上げられた。
しかし、2011年（平成23年）10月、阿形は老朽化のために、2003年（平成15年）に吽形と共に作られて保管されていた新しい阿形と交換されることとなり、元の阿形の狛虎は蔵に保管された。
狛虎には阪神タイガースのファンより、メガホン、虎の小さい置物やぬいぐるみなどが供えられていることがある。また、狛虎付近には阪神タイガースの優勝を祈願する張り紙や木札がある。なお、普通の狛犬も存在する。

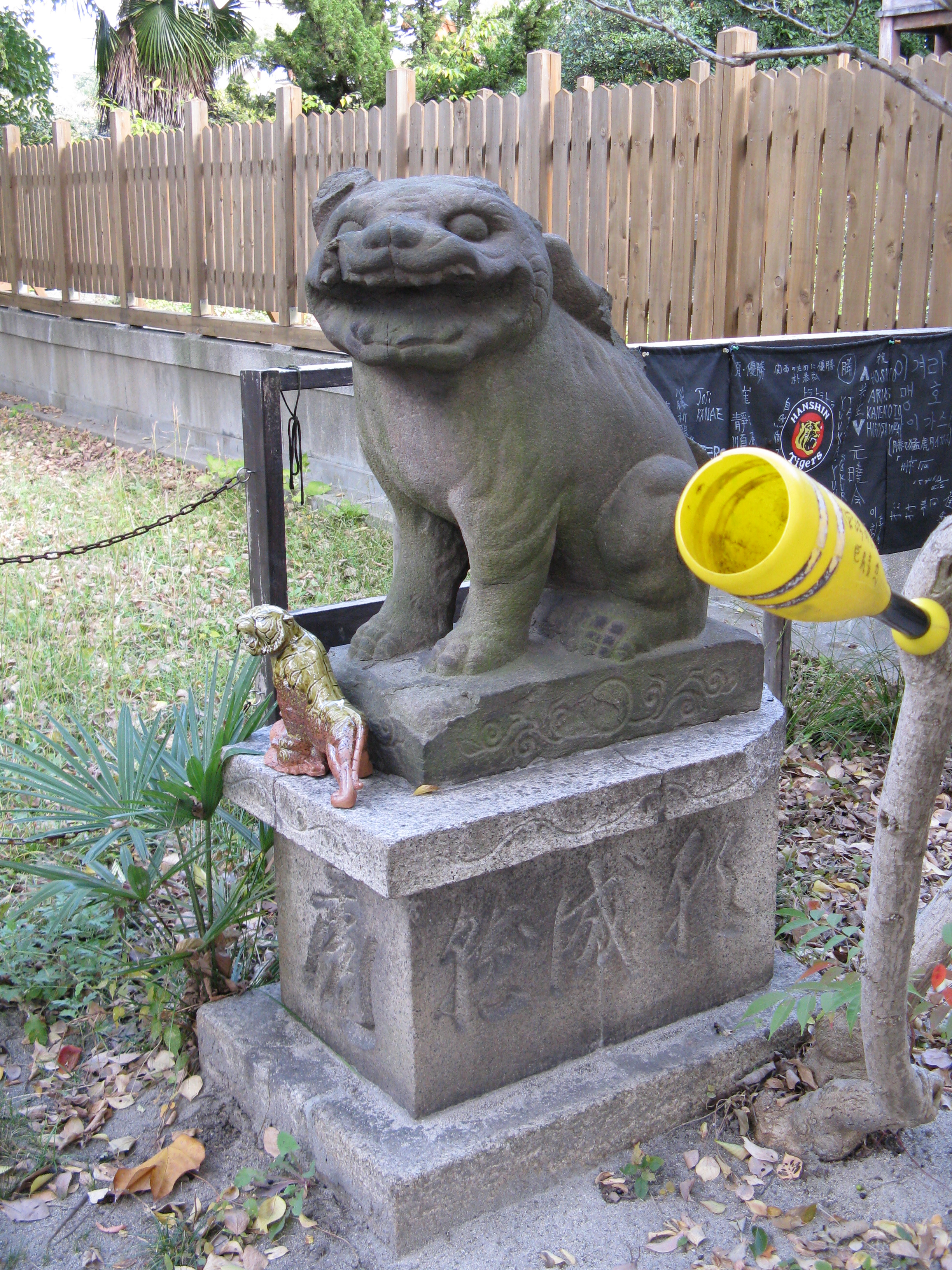
阿形の狛虎（300年以上前の作）
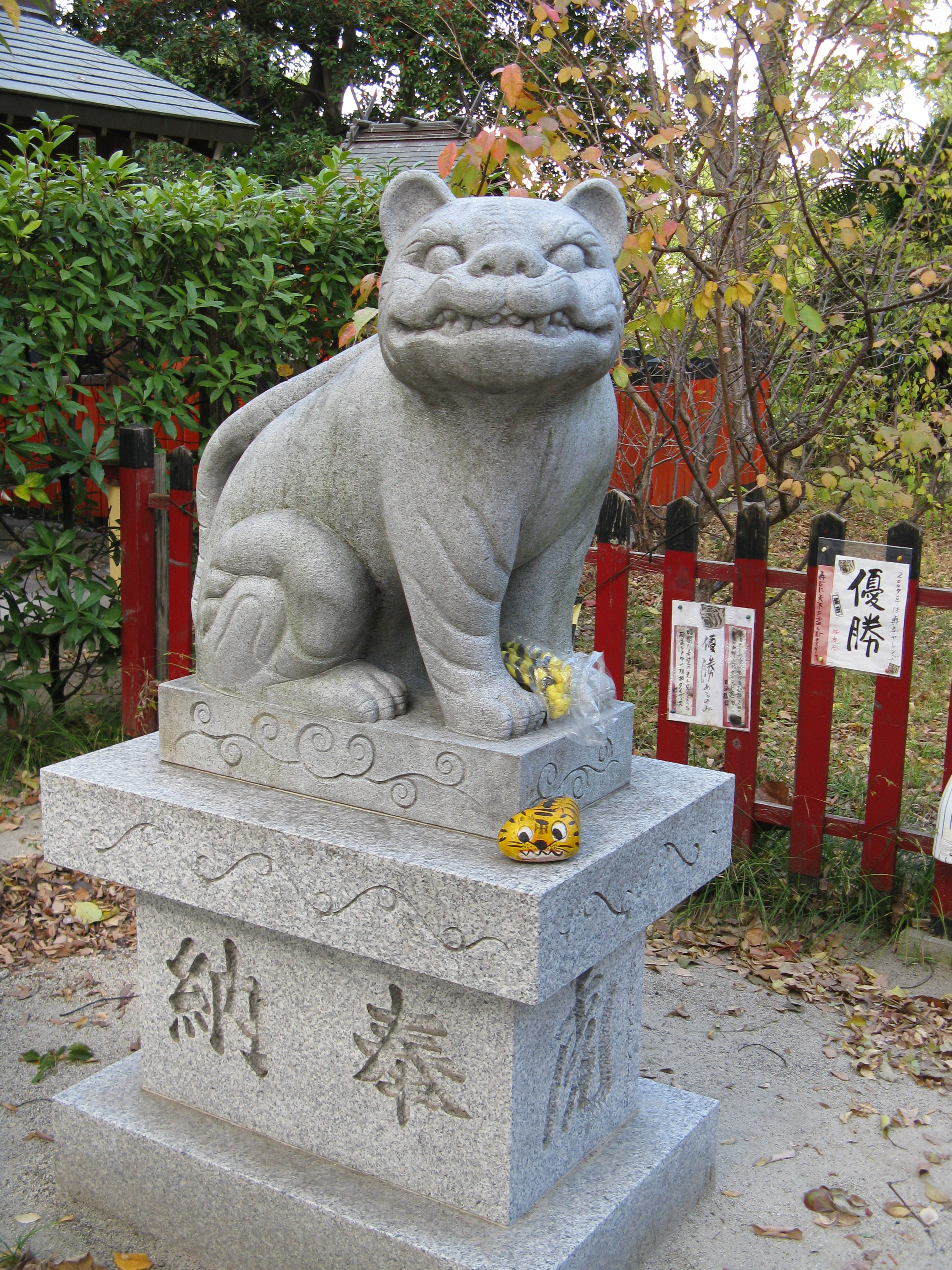
吽形の狛虎（2003年に再建）

## 現地情報
所在地
- 大阪府大阪市天王寺区夕陽丘町5-40

交通アクセス
- 最寄駅：Osaka Metro谷町線四天王寺前夕陽ヶ丘駅下車後、徒歩約3分